# FS Classe E.380
A Classe E.380 foi uma pequena classe de locomotivas elétricas que utilizou sistema trifásico de corrente alternada.

## Características
As quatro locomotivas construídas para a classe foram produzidas pela empresa húngara Ganz para a Ferrovie dello Stato (FS) no ano de 1905 e introduzidas para serviço em 1906. Eram caracterizadas por possuírem uma cabine central e dois capôs largos na frente e na traseira, possuíam mecânica similar as da classe E.360. A classe E.380 apresentou uma série de problemas, tanto que duas unidades foram remodeladas e reclassificadas como Classe E.390.